# 趙師𢍰
趙師（1148年—1217年3月16日），字從善，南宋宗室。
趙師系出宋太祖之子燕懿王赵德昭的后裔。赵德昭生彰化军节度使赵惟忠，赵惟忠生宣城侯赵从谨，赵从谨生崇国公赵世恬，赵世恬生嘉国公赵令晙。南宋初，韩世清挟持赵令晙作乱，撕下黄旗披在他身上，坚决抗拒得免。赵令晙生朝奉郎赵子笈，赵子笈生和州防御使赵伯骕。赵伯骕年轻时跟随宋高宗在康王府，以文艺侍奉左右。
趙師，是赵伯骕之子。举进士第，被任命为司农簿，转任金部郎中。宋孝宗认为他有奇才，待遇非常丰厚。趙師上奏：左右曹、度支、仓部应该立总计，主管归并财物的数目，以断绝吏员的奸诈。皇帝同意。出知吉州，在山上炼铜，炼够所欠额二十万。进升为户部郎官、淮东总领。
宋光宗初年，擢升为太府少卿、知秀州，改任淮南运判。当时州里铁钱不行，盐商不至，趙師请发度牒，拿出粮仓中的粟米，以收铁钱，盐利于是通便。官至司农卿、知临安府。有僧人名叫散圣，以妖术惑众，趙師住他，将他黥面。
韩侂胄掌权，趙師依附，于是成为临安府尹。韩侂胄生日，百官争相上贡珍异，趙師最后到了，拿出小盒子说：“愿献小果核劝酒。”打开，是粟金蒲萄小架，上缀大珠百余个，众人惭愧沮丧。韩侂胄有爱妾十四人，有人献出北珠冠四枚给韩侂胄，韩侂胄给了四个小妾，其十人也想要，韩侂胄没有东西给。趙師听说了，马上出钱十万缗买北珠，制成十顶冠献上。韩侂胄的妾室为他求官，得任工部侍郎。韩侂胄曾经在南园饮酒，路过山庄，看到竹篱茅舍，对趙師说：“这真是田舍间气象，但是缺少犬吠鸡鸣。”不久听到犬嗥草木间有犬吠，一看是趙師，韩侂胄长时间大笑。以工部尚书知临安府。
韩侂胄将用兵伐金，趙師考虑到韩侂胄广意材疏，必会召祸，于是持不同意见，侍御史郑友龙弹劾罢免了他。韩侂胄死后，其党多被贬谪，以趙師曾与韩侂胄有分歧，于是获用。担任宝谟阁直学士、知镇江府。
当时荆湖开始设置制阃，任命趙師出任，给事中蔡幼学追回任命，于是罢归。不久，下诏他为兵部尚书、知临安府。幼学当时为学士，也不草诏，于是留元刚草诏。时纸币轻粮米贵，趙師担任临安尹未数月，纸币升值，粮价稍平，执政更加欣赏他。正好武学士柯子冲、卢宣德因事至临安府，趙師擅自打破了他们，舆论大哗，文武二学之士轮流投牒，趙師于是罢免，给他祠禄官。在家中去世，时年七十岁。
趙師四次担任临安尹，有能干的名声。曾经冤及民罪，没收他的家赀，阿谀权贵，时人由此鄙视他。

## 家庭
- 妻：蔡氏[1]
- 第一子：趙希蒼，保義郎[1]
  - 第一子：趙與[2]
    - 第一子：趙孟竣[2]
    - 第二子：趙孟竴[2]
- 第二子：趙希虞，早卒[1]
- 第三子：趙希祐[1]
  - 第一子：趙與[2]
    - 第一子：趙孟竦[2]
    - 第二子：趙孟竳[2]
- 第一女：嫁楊訓[1]
- 第二女：嫁詹乂民[1]
- 孫女：嫁莫幼成[1]